# Élection de Miss Prestige national 2014
L’élection de Miss Prestige national 2014 est la quatrième élection du comité Miss Prestige national. La lauréate, Marie-Laure Cornu, succède à Auline Garc, Miss Prestige national 2013. La cérémonie s'est tenue le 12 janvier 2014 au Lido, à Paris.
Pour la première fois, l'élection est retransmise à la télévision sur 8 Mont-Blanc.

## Classement final
| Titre                       | Candidates |
| --------------------------- | --- |
| Miss Prestige national 2014 | - Miss Prestige Pays de Savoie - Marie-Laure Cornu |
| 1re Dauphine                | - Miss Prestige Paris Île-de-France - Wendy Grenier |
| 2e Dauphine                 | - Miss Prestige Flandre - Elodie Cadet |
| 3e Dauphine ex-aequo        | - Miss Prestige Alsace - Émilie Quintrand - Miss Prestige Rhône Alpes - Katarina Jevtovic |
| 5e Dauphine                 | - Miss Prestige Provence - Mélissa Barbier |
| 6e Dauphine                 | - Miss Prestige Pays de Loire - Ludovica Barreau |
| Demi-finalistes             | - Miss Prestige Aquitaine - Julie Deces - Miss Prestige Picardie - Déborah Marie - Miss Prestige Artois-Cambrésis-Hainaut - Claire Dutremée - Miss Prestige Bourgogne - Sandra Salazar - Miss Prestige Corsica - Carla Guidicelli |

## Candidates
Voici les dates et lieux d’élection de chaque comité régional  :
| Région                                 | Nom                 | Âge    | Taille  | Résidence               | Élue le                                   |
| -------------------------------------- | ------------------- | ------ | ------- | ----------------------- | ----------------------------------------- |
| Miss Prestige Albigeois-Midi-Pyrénées  | Jesta Hillmann      | 21 ans | 1,78 m  | Toulouse                | 14 septembre 2013 à Lisle-sur-Tarn        |
| Miss Prestige Alsace                   | Émilie Quintrand    | 19 ans | 1,77 m  | Sand                    | 26 octobre 2013 à Erstein                 |
| Miss Prestige Aquitaine                | Julie Deces         | 20 ans | 1,73 m  | Saint-Loubès            | 31 octobre 2013 à Saint-Loubès            |
| Miss Prestige Artois-Cambrésis-Hainaut | Claire Dutremée     | 20 ans | 1,78 m  | Feignies                | 29 septembre 2013 à Lapugnoy              |
| Miss Prestige Auvergne-Pays du Velay   | Charlotte Sotton    | 20 ans | 1, 70 m | Saint-Ferréol-d'Auroure | 14 décembre 2013 à Sainte-Sigolène        |
| Miss Prestige Bourgogne                | Sandra Salazar      | 19 ans | 1,71 m  | Cosne-sur-Loire         | 2 novembre 2013 à Branges                 |
| Miss Prestige Bretagne                 | Cynthia Delage      | 20 ans | 1,72 m  | La Haie-Fouassière      | 27 septembre 2013 à Bouvron               |
| Miss Prestige Centre-Val de Loire      | Amandine Deniau     | 19 ans | 1,80 m  | Selles-sur-Cher         | 14 décembre 2013 à Mulsanne               |
| Miss Prestige Corsica                  | Carla Guidicelli    | 18 ans | 1,79 m  | Bastia                  | 6 juillet 2013 à Patrimonio               |
| Miss Prestige Côte d'Azur              | Priscilla Martinez  | 23 ans | 1,76 m  | Nice                    | 5 octobre 2013 à Mandelieu-la-Napoule     |
| Miss Prestige Flandre                  | Elodie Cadet        | 20 ans | 1,72 m  | Gravelines              | 28 septembre 2013 à Gravelines            |
| Miss Prestige Franche-Comté            | Manon Panier        | 19 ans | 1,74 m  | Dole                    | 9 novembre 2013 à Chaussin                |
| Miss Prestige Guadeloupe               | Mélissa Anne-Marie, | 20 ans | 1,81 m  | Baie-Mahault            | 3 août 2013 à Goyave                      |
| Miss Prestige Languedoc-Roussillon     | Pauline Bastide     | 20 ans | 1,74 m  | Cessenon sur Orb        | 6 décembre 2013 à Montpellier             |
| Miss Prestige Limousin                 | Cindy Margnoux      | 20 ans | 1,73 m  | Razès                   | 19 octobre 2013 à Saint-Junien            |
| Miss Prestige Loire-Forez              | Rebecca Planche     | 19 ans | 1,74 m  | Saint-Étienne           | 28 septembre 2013 à Saint-Étienne         |
| Miss Prestige Lorraine                 | Fanny Aeschlimann   | 20 ans | 1,78 m  | Sarreguemines           | 11 octobre 2013 à Hayange                 |
| Miss Prestige Martinique               | Aurélie Giraud      | 18 ans | 1,74 m  | La Trinité              | 3 novembre 2013 à Fort-de-France          |
| Miss Prestige Normandie                | Marjorie Steiner    | 18 ans | 1,73 m  | Pont-Saint-Pierre       | 9 novembre 2013 à Athis-de-l'Orne         |
| Miss Prestige Paris-Île-de-France      | Wendy Grenier       | 20 ans | 1,72 m  | Herblay                 | 28 novembre 2013 à Fontainebleau          |
| Miss Prestige Pays de l'Ain            | Laure Nassia        | 20 ans | 1,71 m  | Château-Gaillard        | 22 novembre 2013 à Bourg-en-Bresse        |
| Miss Prestige Pays de Loire            | Ludovica Barreau    | 20 ans | 1,70 m  | Saint-Hilaire-de-Riez   | 16 novembre 2013 à Beauvoir-sur-Mer       |
| Miss Prestige Pays de Savoie           | Marie-Laure Cornu   | 18 ans | 1,79 m  | Cran Gevrier            | 12 octobre 2013 à Gaillard                |
| Miss Prestige Picardie                 | Déborah Marie,      | 21 ans | 1,74 m  | Cuvilly                 | 10 novembre 2013 à Saint-Quentin          |
| Miss Prestige Poitou-Charentes         | Lina Fournigault    | 20 ans | 1,72 m  | Saint-Laurs             | 20 octobre 2013 à Châtelaillon-Plage      |
| Miss Prestige Provence                 | Mélissa Barbier     | 22 ans | 1,73 m  | Pélissanne              | 14 septembre 2013 à Aix-en-Provence       |
| Miss Prestige Réunion                  | Sloann Barbin       | 18 ans | 1,72 m  | Saint-Denis             | 16 novembre 2013 à La Montagne            |
| Miss Prestige Rhône Alpes              | Katarina Jevtovic   | 22 ans | 1,72 m  | Lyon                    | 3 novembre 2013 à Saint-Quentin-Fallavier |
| Miss Prestige Rouergue Monts du Quercy | Typhene Czuba       | 18 ans | 1,77 m  | Landorthe               | 30 novembre 2013 à Moissac                |
| Miss Prestige Saint-Barthélemy         | Caroline Clèquin,   | 20 ans | 1,70 m  | Paris                   | 11 août 2012 à Gustavia                   |

### Observations
Notes sur les candidates
- Miss Prestige Albigeois-Midi-Pyrénées : Jesta Hillmann est d'origines Allemande par sa mère.  Elle participera par la suite à l’émission Koh-Lanta.
- Miss Prestige Auvergne Pays du Velay : Charlotte Sotton initialement 2e dauphine de Miss Prestige Auvergne Pays du Velay, remplace Kassandra Drevet Miss Prestige Auvergne Pays du Velay 2013.
- Miss Prestige Centre-Val de Loire : Amandine Deniau remplace à l'élection Enora Michel, Miss Prestige Centre Val de Loire 2013.
- Miss Prestige Pays de l'Ain : Laure Nassia, initialement 1re dauphine, remplace à l'élection Gabrielle Cotton, Miss Prestige Pays de l'Ain 2013.

## Déroulement de la cérémonie

### Jury
Le jury complet est composé de sept personnalités.
| Membre                                | Notes                                                                     |
| ------------------------------------- | ------------------------------------------------------------------------- |
| Henry-Jean Servat (président du jury) | journaliste et chroniqueur (télévision)                                   |
| Rym Amari                             | Miss Algérie 2013                                                         |
| Évelyne Adam                          | productrice et animatrice (radio)                                         |
| Jean-Michel Maire                     | journaliste et chroniqueur (télévision)                                   |
| Fabien Lecœuvre                       | attaché de presse, chroniqueur (télévision et radio) et auteur d'ouvrages |
| Anne Richard                          | actrice et scénariste                                                     |
| Nelson Monfort                        | présentateur sportif (télévision)                                         |

### Classement

#### Premier tour
Douze demi-finalistes sont d'abord sélectionnées à 50% entre un jury de pré-sélection, composé des membres du Comité Miss Prestige national et entre les votes SMS des spectateurs, ouvert le mois précédent l'élection : (ordre d'appel).
- Miss Prestige Aquitaine
- Miss Prestige Picardie
- Miss Prestige Paris-Île-de-France
- Miss Prestige Artois-Cambrésis-Hainaut
- Miss Prestige Provence
- Miss Prestige Bourgogne
- Miss Prestige Pays de Savoie
- Miss Prestige Pays de Loire
- Miss Prestige Corsica
- Miss Prestige Flandre
- Miss Prestige Alsace
- Miss Prestige Rhône Alpes

#### Deuxième tour
Sept finalistes sont ensuite désignées à 50% entre le jury de l'élection et entre les votes SMS des spectateurs: (ordre d'appel)
- Miss Prestige Alsace
- Miss Prestige Pays de Savoie
- Miss Prestige Flandre
- Miss Prestige Paris-Île-de-France
- Miss Prestige Provence
- Miss Prestige Rhône Alpes
- Miss Prestige Pays de Loire

#### Troisième tour
Le départage de Miss Prestige national 2014 et ses six dauphines est uniquement réalisé par le jury de l'élection.

## Représentations aux concours internationaux
- Katarina Jevtovic, Miss Prestige Rhône Alpes 2013 et Deuxième Dauphine de Miss Prestige National 2014, , a représenté la France à l'élection de Miss Model of the World 2014 en Shenzhen (Chine), en novembre 2014. Elle termine dans le top 30.

- Marion Amélineau, Miss Prestige Poitou-Charentes 2011, a représenté la France à l'élection de Miss Princess of the World 2014 à Ostrava (République tchèque), en novembre 2014. Elle termine dans le top 10.